# Máirin de Valéra
Máirin de Valéra, née le 12 avril 1912 à Dublin et morte le 8 août 1984 à Galway, est une phycologue irlandaise. Elle est la première professeure de botanique à l'université nationale d'Irlande à Galway (NUI).

## Petite enfance et éducation
Máirin de Valéra est née le 12 avril 1912 à Dublin, fille aînée de sept enfants d'Éamon de Valera et Sinéad de Valera (née Flanagan). Son père est un homme d’État irlandais et sa mère est auteure. Elle fait ses études au Holy Faith Convent, Greystones, à Haddington Road, Dublin, et au Loreto College, St Stephen's Green à Dublin, avant d'entrer à l'University College Dublin pour étudier les sciences. Diplômée d'un baccalauréat spécialisé en botanique en 1935, elle commence ses recherches de troisième cycle sous la direction du professeur Joseph Doyle. Elle termine une maîtrise en 1936, sur l’étude comparée des genres de conifères Athrotaxis et Sequoia. Avec une bourse, de Valéra étudie à l'Université de Leeds de 1936 à 1937, quand elle est attirée par les algues marines, intérêt qu'elle poursuit d'abord à l'université d'Aberystwyth puis au laboratoire de biologie marine de Kristineberg à Stockholm en Suède. Elle s'inscrit à l'université de Lund en 1937, où elle travaille avec Harald Kylin, un éminent phycologue. Pendant cette période, de Valéra publie un certain nombre d'articles sur la morphologie et la physiologie des algues. Elle visite brièvement l'Irlande à l'été 1938 pour recueillir des algues dans la baie de Galway ; elle publie ensuite ses résultats.

## Carrière professionnelle
De retour en Irlande en 1939 de Suède, de Valéra devient assistante au département d'histoire naturelle de l'University College Galway (UCG). Étant la seule botaniste du personnel, de Valéra enseigne tous les cours de botanique, la charge de travail doublant lorsque les cours sont proposés en irlandais. En raison de la charge de travail et de son isolement par rapport aux autres phycologues, elle ne publie pas pendant cette période, mais poursuit ses travaux sur le terrain. En 1942, elle effectue le premier signalement d'Asparagopsis armata des îles Britanniques. Pendant la Seconde Guerre mondiale, de Valéra participe à une enquête sur les algues marines comme sources potentielles d'agar pour le compte du Conseil de recherches industrielles de 1943 à 1946. Une grande partie de ce travail sur le terrain est réalisée le long de la côte ouest de l'Irlande, ce qui l'amène à rédiger l'avant-propos de Notes on some common Irish seaweeds en 1950. Le travail qu'elle mène sur Pterocladia et Gelidium pendant cette période est la base de sa thèse de doctorat qu'elle obtient à la NUI en 1945,.
En 1947, de Valéra est nommée professeure de botanique à l'UCG et enseigne la quasi-totalité du BSc en botanique en irlandais et en anglais. Elle cofonde la British Phycological Society et assiste à la réunion inaugurale à Bangor au pays de Galles en 1951. Elle est vice-présidente de la société en 1969 et est nommée membre à vie en 1977. L'implication dans la société incite de Valéra à mener un certain nombre de nouvelles études de terrain sur les algues, et elle produit un certain nombre d'articles jusqu'à sa retraite. En 1949, elle aide à organiser la première conférence phytogéographique internationale d'après-guerre en Irlande, et en 1950 la première conférence sur les algues à l'UCG. Élue à la Royal Irish Academy en 1956, faisant d'elle l'une des premières femmes membres, de Valéra est membre de nombreux comités, dont le fonds Praeger. Lors de la création de la chaire de botanique à l'UCG dans les années 1960, de Valéra est la première à la détenir, et elle est professeur de botanique de 1962 jusqu'à sa retraite en 1977, lorsqu'elle est nommée professeur émérite à l'université nationale d'Irlande.

## Fin de vie
Après la mort de sa mère, de Valéra accompagne souvent son père lors d'occasions officielles. Après sa retraite, de Valéra continue à participer à des études sur le terrain, son dernier étant pour une station marine sur le terrain à Finavarra dans le comté de Clare. Elle meurt subitement chez elle à Galway le 8 août 1984.

## Reconnaissance
De Valéra lègue son herbier, ses livres et ses réimpressions au département de botanique à UCG. En 1982, Michael D. Guiry nomme le genre d'algue rouge Devaleraea en son honneur. Une bibliographie de ses publications est compilée par Guiry et Dixon, elle rassemble ses 21 articles scientifiques. Le Centre de recherche sur le terrain de Máirín de Valéra Carron, créé pour la première fois en 1975, est nommé en sa mémoire.

## Sélection de publications
- De Valéra, 1958, A topographical guide to the seaweed of Co. Galway Bay with some brief notes on other districts on the west coast of Ireland. Institute for Industrial Standards and Research Dublin, Dublin.
- De Valéra, « The Third International Seaweed Symposium at University College, Galway. 1958 », Irish Naturalists' Journal, vol. 13,‎ 1959, p. 18–19
- De Valéra, « Interesting seaweeds from the shores of the Burren », Irish Naturalists' Journal, vol. 13,‎ 1960, p. 168
- De Valéra et Cooke, « Seaweed in Burren grykes », Irish Naturalists' Journal, vol. 19,‎ 1979, p. 435–436
- De Valéra, Pybus, Casley et Webster, « 1979. Littoral and benthic investigations on the west coast of Ireland.X. Marine algae of the northern shores of the Burren, C. Clare », Proceedings of the Royal Irish Academy, vol. 79B,‎ 1979, p. 259–269